# Duut, Khovd
Duut (tiếng Mông Cổ: Дуут) là một sum của tỉnh Khovd ở miền tây Mông Cổ. Vào năm 2007, dân số của sum là 2.094 người.

## Địa lý
Sum có diện tích khoảng 2.146 km2. Trung tâm sum nằm cách tỉnh lỵ Khovd 76 km và thủ đô Ulaanbaatar 1.400 km.

### Khí hậu
Duut có khí hậu hoang mạc. Nhiệt độ trung bình hàng năm trong khu vực là −1 °C. Tháng ấm nhất là tháng 7, khi nhiệt độ trung bình là 14 °C và lạnh nhất là tháng 1, với −18 °C. Lượng mưa trung bình hàng năm là 150 mm. Tháng ẩm ướt nhất là tháng 7, với lượng mưa trung bình là 32 mm, và khô nhất là tháng 3, với 2 mm.

## Kinh tế
Sum có một trường học, bệnh viện, trung tâm thương mại và nhà văn hóa.